# Lasker's Manual of Chess
Lasker's Manual of Chess est un un livre important dans l'histoire des échecs, un « classique ». Il a été publié en 1927 aux États-Unis par Emanuel Lasker, champion du monde de 1894 à 1921. Le manuel est aussi un historique des idées échiquéennes jusqu'à l'époque de Lasker, et une œuvre de réflexion. Le contenu du livre, comme l'écrit Lasker lui-même, est principalement influencé par les théories avancées par Wilhelm Steinitz, ainsi que par l'ouvrage d'Howard Staunton The Chess-Player's Handbook.
Lasker innove en revanche en insistant sur l’importance de la psychologie dans les échecs. Philosophe de ce jeu, Lasker aborde les échecs comme une lutte humaine, pas seulement un jeu abstrait. Il y voit une métaphore de la vie, et encourage à comprendre l’adversaire, pas seulement les positions. Cela a ouvert la voie à une approche plus humaine et moins mécanique du jeu.
Le « Manual » continue d’être admiré non seulement pour son contenu technique, mais aussi pour la profondeur intellectuelle et la vision humaine qu’il offre du jeu.

## L'apprentissage des échecs selon Lasker
Lasker's Manual of Chess est vraisemblablement le premier traité dans lequel la forme moderne d'une instruction aux échecs a été mise en avant. L'enseignement doit être efficace en raison du temps limité dont disposent les joueurs amateurs. Les connaissances superflues sont souvent un piège.
Emanuel Lasker avait compris que ce dont un joueur de club a le plus besoin, c'est de bon sens et de méthodes applicables à toutes les situations : il mettait l'accent sur le jeu par compréhension des principes généraux, avec un minimum d'apprentissage par cœur (en particulier des ouvertures).
Le livre contient tout ce que l'on doit savoir stratégiquement pour devenir un maître d'échecs, et indique combien de temps cela prendra. Lasker y propose le programme d'apprentissage en 200 heures suivant permettant d'« élever un profane sans aptitude particulière pour les échecs à la force d'un joueur de première catégorie » : en plus des règles du jeu en 5 heures, Lasker enseigne uniquement l'essentiel des fins de partie (5 heures), quelques ouvertures (10 heures), quelques tactiques (20 heures), le jeu positionnel (40 heures) et consacre 120 heures à l'analyse de parties complètes. Ce programme est adapté au joueur amateur moyen qui souhaite atteindre un bon niveau de jeu sans se donner un mal de chien.  D'ailleurs, Lasker, le champion du monde d'échecs qui a régné le plus longtemps (27 ans !), a lui-même étudié les échecs beaucoup moins que ses rivaux contemporains.

## Contenu

### Sommaire
Le contenu de l’ouvrage est divisé en six parties :
- Partie I - « Les Éléments échiquéens »
- Partie II - « La Théorie de l'ouverture »
- Partie III - « Combinaisons »
- Partie IV - « Jeu de position »
- Partie V - « L'Effet esthétique aux échecs »
- Partie VI - « Exemples et modèles ».

### Détails

#### Les Éléments échiquéens
Lasker débute par une description de l'échiquier, les règles du jeu et la valeur relative des pièces d'échecs. Il aborde rapidement les fondamentaux de la stratégie et de la tactique échiquéennes, et conclut la section par des exemples de mats de base.

#### «La Théorie de l'ouverture»
Lasker commence cette section par une explication des principes généraux des ouvertures et leur influence sur le déroulement du milieu de jeu et la fin de partie. Puis Lasker consacre 44 pages aux débuts ouverts, 32 pages aux débuts semi-ouverts, 5 pages aux début fermés et rien aux débuts semi-fermés. La section se termine par une analyse détaillée de la valeur croissante des pions à mesure qu'ils avancent, par opposition à leur valeur dans l'ouverture.
Reuben Fine a estimé que Lasker avait prêté peu d'attention aux ouvertures. Cependant, il existe plusieurs  « variantes Lasker » parmi les ouvertures.

#### «Combinaisons»
Lasker aborde le jeu combinatoire (également appelé « jeu tactique » ou « tactique ») en commençant par l'explication de quelques combinaisons de base, puis en analysant plusieurs parties destinées à illustrer le style de jeu combinatoire. Lasker explique ensuite comment contrer efficacement les combinaisons et quelles sont les configurations-types courantes qui procèdent du jeu combinatoire. Il consacre également une grande partie de la section aux sacrifices de pièces et aux pions passés.

#### «Jeu de position»
Lasker expose ici avec minutie les principes fondamentaux de la théorie de Steinitz, qui constitue la base des échecs contemporains. Cependant, alors que Steinitz se concentrait sur l’exploitation des faiblesses adverses, Lasker s’intéressait tout autant à la défense de ses propres faiblesses.
La section débute par un exposé sur la différence entre jeu positionnel et jeu combinatoire, et Lasker souligne leur opposition radicale. Il explique l'importance d'avoir un « plan » de jeu clair et fournit plusieurs exemples de parties. Le reste de la section s'attache à identifier et décrire les différentes « caractéristiques » et les « avantages » d'une position, tels que sa structure de pions et son potentiel de coopération entre les pièces. Dans les dernières pages de cette section, Lasker critique l'École hypermoderne d'échecs pour son mépris de nombreux principes persistants du jeu positionnel.

#### «L'Effet esthétique aux échecs»
Lasker explique comment les « valorisations esthétiques » subjectives d'un « spectateur » le poussent à avoir telle ou telle opinion (plaisir ou rejet) sur une partie. Le reste de cette section comprend des analyses de diverses parties fameusement fantastiques, telles que la partie immortelle et La Toujours Jeune.

#### «Exemples et modèles»
La sixième partie du livre comprend uniquement des parties de maîtres annotées de manière détaillée.

### Épilogue
Le livre se termine par une dernière section intitulée « Réflexions finales », dans laquelle Lasker affirme que : 
- « Les Échecs, depuis leur commencement ont été en cohérence avec la Vie » ;
- « L'éducation aux Échecs doit être une éducation à la pensée et au jugement indépendants » ;
- « La théorie de Steinitz (...) demande à l'élève de penser par lui-même et de bâtir sa propre échelle de valeurs et de la maintenir en ordre avec constance et vigilance ; cette théorie exige de lui du courage et de la prudence et de la force et du sens de l'économie et devient ainsi pour lui un modèle pour ses actions extra-échiquéennes (...) La route qui y mène conduit à un pays d'hommes qui jugent avec indépendance d'esprit, agissent courageusement et aspirent à de nobles idéaux » ;
- « L'humanité se tient devant la porte d'une nouvelle science immense que les philosophes prophétiques avaient appelée les mathématiques ou la physique de la compétition (...) Les mathématiques des Échecs ne résolvent pas, il est vrai, le problème de la compréhension des compétitions de la Vie, mais elles posent ce problème dans des termes précis et pointent vers une solution ».

Ainsi, en philosophe, Lasker n'affirme pas seulement comment jouer, mais aussi pourquoi. Il est possible, cependant, que ces sujets ont eu tendance à présenter de moins en moins d'intérêt aux yeux du public au cours des décennies qui ont suivi la publication du livre.

## Éditions
- Première édition (notation descriptive) : E. P. Dutton, 1927, 384 pages[7].
- Nouvelle édition (notation algébrique) : Russell Enterprises, Inc., 2008,  (ISBN 978-1-888690-50-7)[8],[9].